# Kapel van de Lusthoven

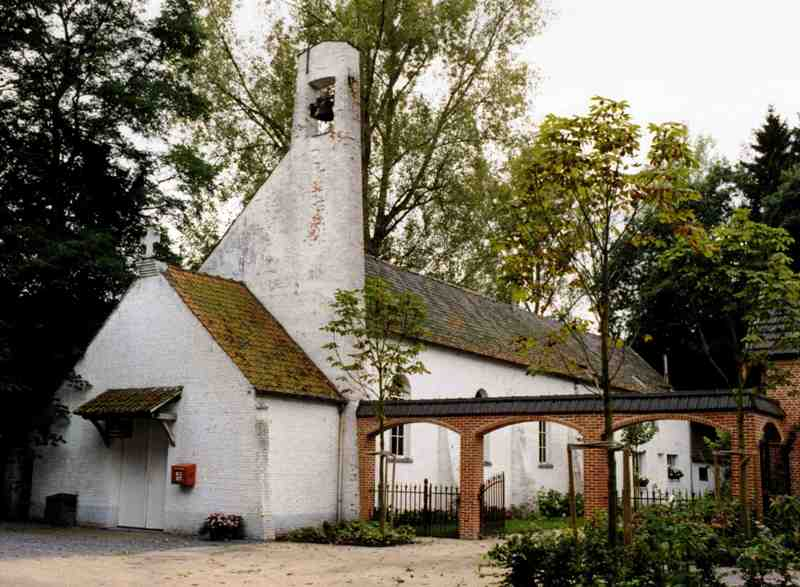
Kapel van de Lusthoven

De Kapel van de Lusthoven is een hulpkerkje in de tot de Antwerpse gemeente Arendonk behorende buurtschap De Lusthoven, gelegen aan De Lusthoven.

## Geschiedenis
De kapel werd in 1951 gesticht als hulpkerk van de Sint-Jozefsparochie te Voorheide. Reden was de aanzienlijke afstand tot de hoofdkerk. De kapel is gewijd aan het Heilig Hart en aan Sint-Lutgardis.
De kapel is gevestigd in een daartoe omgebouwde garage. Het is een eenbeukig kerkje onder zadeldak met een iets lager koor. Later werd een klokkengevel toegevoegd.